# 兰沟门遗址
兰沟门遗址，位于中国甘肃省华池县，为一个省级文物保护单位，类型为古遗址。
兰沟门遗址的历史年代为新石器时代。